# Nothofagus fusca
Nothofagus fusca, generalment conegut com faig vermell (Māori: tawhai raunui) és una espècie de faig del sud, endèmic a Nova Zelanda, on creix en sengles illes: L'Illa del Nord i L'Illa del Sud. Generalment és trobat en els turons més baixos valls interiors on el terra és fèrtil i ben drenat. Alguns taxonomistes proposen el nom Fuscospora fusca, amb un gènere propi de la família Notofagàcies, que deixa de ser un subgènere de Notophagus.
És un arbre de talla mitja que creix fins 35 m d'alçària. És perennifoli. Les fulles són arranjades alternades. La forma del limbe és d'ovoide ample, 2 a 4 cm de llarg i 1.5 a 3 cm d'ample; el marge és típicament doblement-dentat amb cada lòbul contenint dues dents. El fruit és una petita cúpula contenint tres llavors.
El pol·len de l'arbre va ser trobat prop de la Península antàrtica, la qual cosa mostra que anteriorment va créixer en l'Antàrtida fins al període de l'Eocè.
El faig vermell no és actualment una espècie considerada amenaçada.

## Usos
El faig vermell és la única planta coneguda, a part del rooibos (Aspalathus linearis), capaç de proporcionar el glicòsid notofagina.
És també cultivat com un arbre ornamental en regions amb un clima oceànic suau a causa de la seva atractiva forma de fulla. Ha estat plantat en Escòcia i la Costa Del nord de l'Oceà Pacífic dels Estats Units. La fusta del faig vermell és la més duradora de tots els faigs de Nova Zelanda per això és sovint utilitzat en recobriment del terra domèstic en moltes parts de Nova Zelanda. Els talls de fusta són excepcionalment estables quan són assecats a valors apropiats d'humitat. La densitat mitjana de la fusta de faig vermell amb 12 per cent d'humitat és d'uns 630 quilograms per metre cúbic.

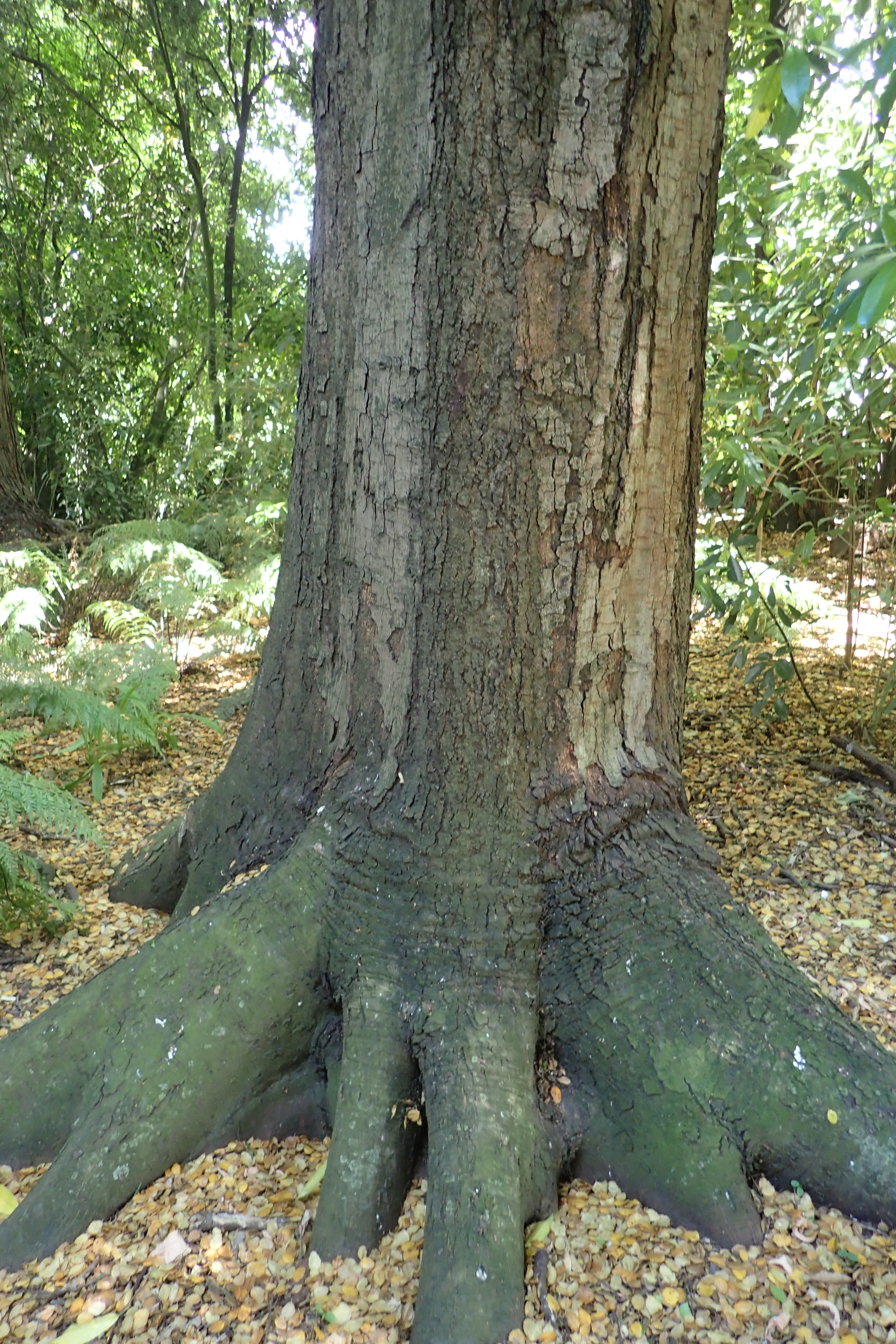
Tronc i soca (unió del tronc amb les arrels) en estat silvestre
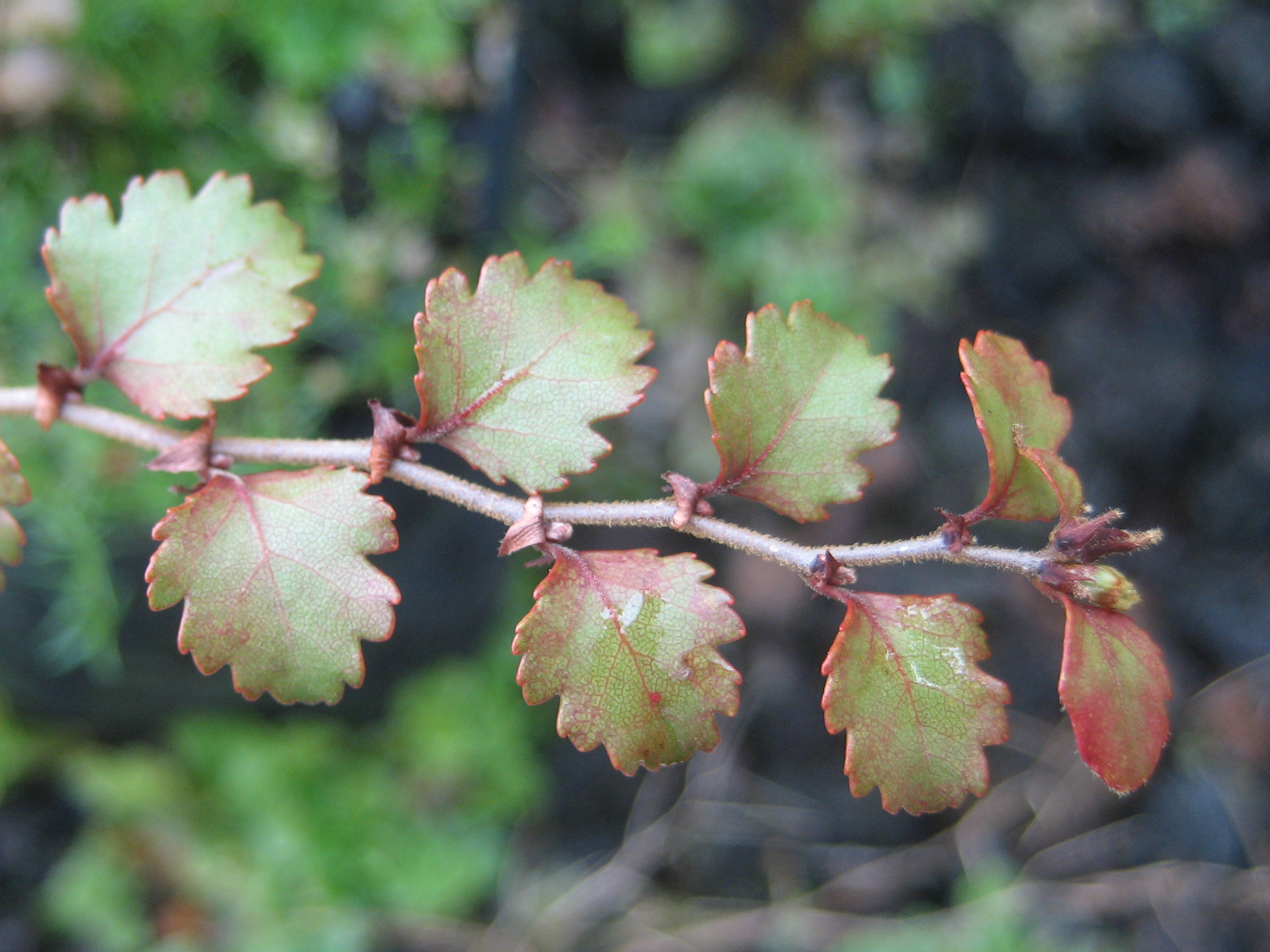
Fulles dentades i borrons axil·lars
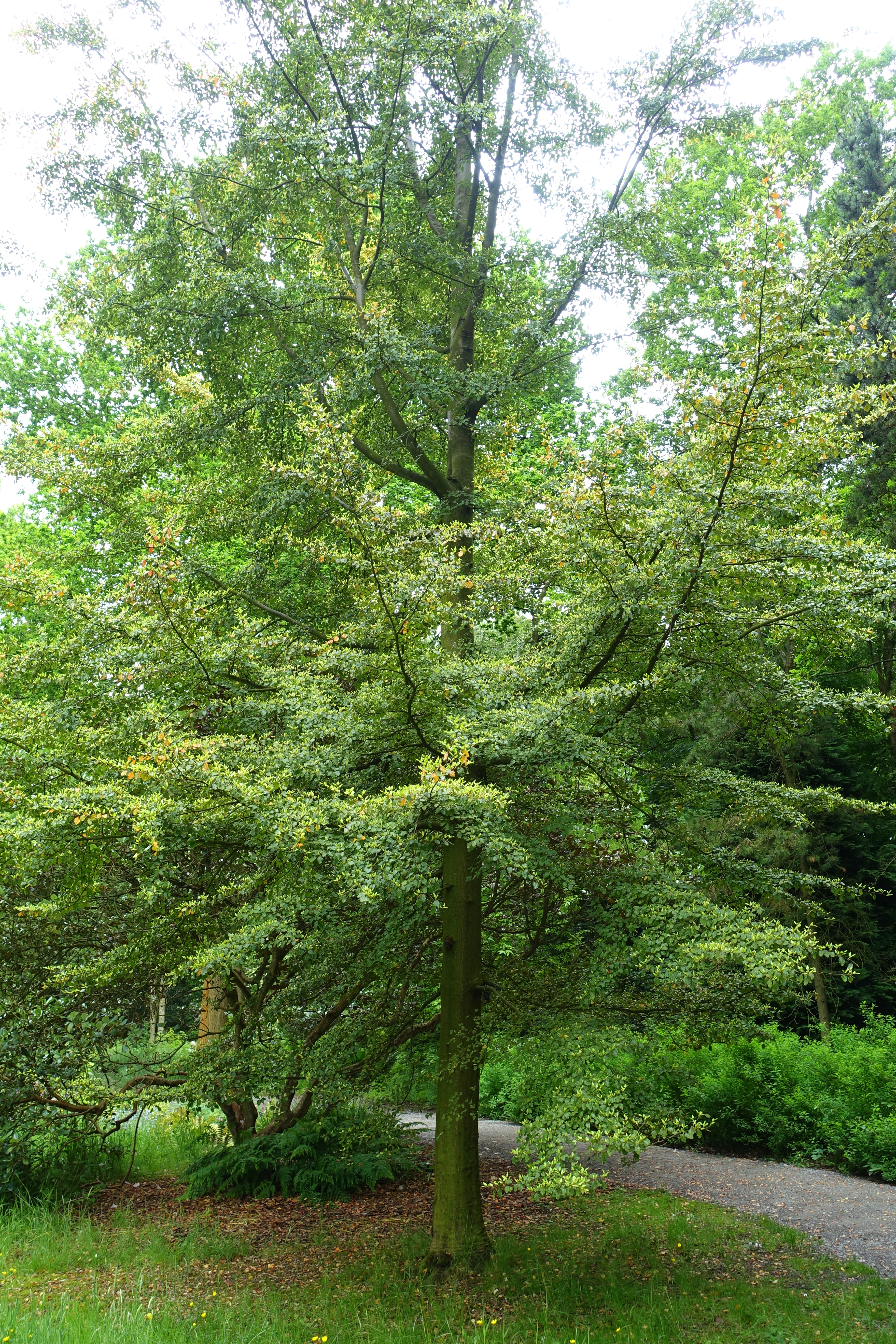
Exemplar jove amb les fulles verdes
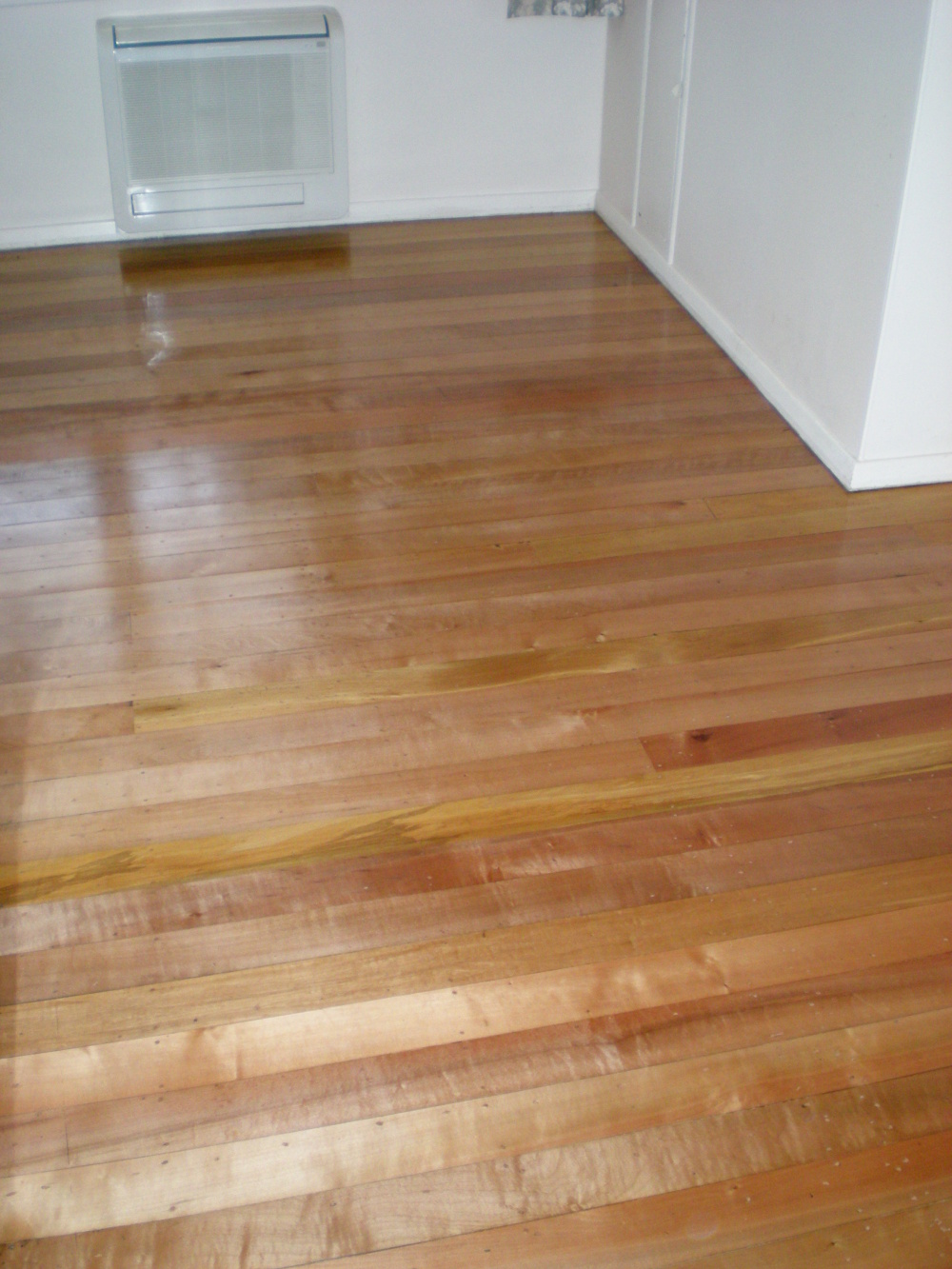
Ús de faig vermell com a parquet en un habitatge de Nelson (NZ)

## Híbrids
- El faig vermell hibrida amb el faig de muntanya (Nothofagus cliffortioides) per formar l'espècie híbrida Nothofagus ×blairii.[11]
- El faig vermell hibrida amb el faig negre (Nothofagus solandri) per formar l'espècie híbrida Nothofagus ×dubia.[11]
- El Faig vermell és capaç de tenir descendència amb el "ruil" (Nothofagus alessandri) de Xile per formar l'espècie híbrida Nothofagus ×eugenananus.[11]